# تيموثي بورنس
تيموثي بورنس (بالإنجليزية: Timothy Burns) هو قاضي وسياسي أمريكي، ولد في 31 مايو 1820 في دبلن في جمهورية أيرلندا، وتوفي في 21 سبتمبر 1853. حزبياً، نشط في الحزب الديمقراطي. وقد انتخب عضو جمعية ولاية ويسكونسن.